# División de acción (Francia)

Insignia de la División de Acción de la DGSE francesa.

La División de Acción (en francés: Division Action), comúnmente conocida por el título de su predecesor, Servicio de Acción (en francés: Service Action), es una división de la Dirección General de Seguridad Exterior (DGSE) de Francia responsable de la planificación y ejecución de operaciones clandestinas y encubiertas, incluidas las operaciones negras. Las principales especialidades de la División de Acción son el sabotaje, la destrucción de material, el asesinato, la detención/secuestro, el interrogatorio con y sin uso de tortura, la infiltración/exfiltración de personas en/desde territorio hostil y el rescate de rehenes.
La división también desempeña otras funciones relacionadas con la seguridad, como la comprobación de la seguridad de lugares estratégicos, por ejemplo, centrales nucleares e instalaciones militares como la base de submarinos de la Île Longue, en Gran Bretaña.
Dentro de la División de Acción hay tres grupos separados, el CPES para los agentes clandestinos, el CPIS para los comandos clandestinos y el CPEOM para los buzos de combate clandestinos. El cuartel general de la división se encuentra en el fuerte de Noisy-le-Sec. Sustituyó a la Acción de Servicio de la SDECE en 1971.

## Organización
La actual división de acción tiene su origen en el servicio de acción de la SDECE (Service Action o S.A todavía se utiliza comúnmente Service Action). La división de acción cuenta con una "reserva" de agentes paramilitares procedentes principalmente del ejército francés, a menudo al menos de los paras, y algunos de las fuerzas especiales. Desde principios de los años 80, el servicio de acción se divide en tres partes principales: comandos, buzos de combate y apoyo aéreo.
Los comandos estaban originalmente agrupados en el "11e Choc" (11e Bataillon Parachutiste de Choc, 11.º Batallón Paracaidista de Choque, más tarde 11.ª Demi-Brigada Paracaidista de Choque), creado en 1946. El 11e Choc fue disuelto en 1963 porque se sospechaba que sus oficiales eran partidarios de la Argelia francesa. En consecuencia, sus misiones se encomendaron en parte a unidades militares de fuerzas especiales, especialmente al 1.er Regimiento de Infantería de Marina Paracaidista. Tras el hundimiento del Rainbow Warrior en 1985, el "11e Choc" fue reagrupado en 1985 como 11.º Regimiento de Paracaidistas de Choque. La unidad se disolvió en 1993, entre otros cambios de las fuerzas armadas francesas tras el final de la guerra fría.
Desde entonces, los operarios de la DGSE están basados en tres "centros de formación" que componen el Centre d'Instruction des Réservistes Parachutistes (CIRP, "Centro de Instrucción de Reservistas Paracaidistas"):
- El Centre Parachutiste d'Entraînement Spécialisé (CPES, "Centro de Entrenamiento Especializado de Paracaidistas") en Cercottes para operaciones clandestinas.

- El Centre Parachutiste d'Instruction Spécialisée (CPIS, "Centro de Instrucción Especializada de Paracaidistas") en Perpiñán para comandos especiales. El CPIS es el sucesor del Centre d'entraînement à la Guerre Spéciale (CEGS, "Centro de Entrenamiento para la Guerra Especial").

- El Centre Parachutiste d'Entraînement aux Opérations Maritimes (CPEOM, "Centro de Entrenamiento de Paracaidistas para Operaciones Marítimas") en Quelern, que instruye a los buzos de combate. El CPEOM es el sucesor del Centre d'Instruction des Nageurs de Combat d'Aspretto.

El Comando Hubert contaba originalmente con militares de la Marina y del Ejército francés. La unidad pronto se dividió en dos, los soldados del ejército fueron transferidos al Centre d'Instruction des Nageurs de Combat (CINC, Centro de Entrenamiento de Buzos de Combate, apodado Ajax) asignado al "11e Choc". Tras el desastroso asunto del Rainbow Warrior, el CINC se disolvió oficialmente y los buzos de combate de la DGSE fueron transferidos al CPEOM. El Comando Hubert sigue siendo el componente de buzos de combate de las fuerzas navales de operaciones especiales francesas, los Commandos Marine.
El apoyo aéreo de las operaciones de la DGSE corre a cargo de una unidad del Ejército del Aire francés, el Grupo Aéreo Mixto 00.056 (GAM 56) "Vaucluse", heredero de un vuelo de las Fuerzas Francesas Libres para tareas especiales. Esta unidad recibió la Croix de la Valeur Militaire con palmas de bronce el 1 de junio de 2012, por haberse "distinguido especialmente en una serie de compromisos recientes muy delicados".
Además, el buque Alizé puede proporcionar apoyo de la Marina en beneficio de la DGSE.

## Historia

### SDECE
Tras la Segunda Guerra Mundial, el coronel Jacques Morlanne utilizó una lista de antiguos agentes del SOE para crear una "Acción de Servicio" para el SDECE. En 1947, Morlanne envió al capitán Edgar Mautaint a Montlouis para crear el 11e bataillon parachutiste de choc. En julio de 1947, Paul Aussaresses asumió el mando del batallón y comenzó a entrenar a sus hombres para "llevar a cabo lo que entonces se llamaba 'guerra psicológica', en todas partes donde fuera necesario, y especialmente en Indochina (. ..) Preparé a mis hombres para operaciones clandestinas, aéreas o no, que podían ir desde la explosión de edificios, el sabotaje o la eliminación de enemigos... un poco como lo que había aprendido en Inglaterra".
Según Constantin Melnik, entonces supervisor de los servicios secretos de Michel Debré, solo en 1960, el Servicio de Acción mató a 135 personas, hundió seis barcos y destruyó dos aviones.

### Directores
Los directores de la división de acción fueron:
- 1971-1976 : Coronel André Devigny.

- 1976-1980 : Coronel Gaigneron de Marolles.

- 1980-1982 : Coronel (después General) Georges Grillot.

- 1982 - noviembre de 1984 : Coronel Jean-Pol Desgrees du Lou.

- Noviembre de 1984-1986 : Coronel Jean-Claude Lesquier.

- 1986 - septiembre de 1987 : Coronel (posteriormente general de brigada) Jean Heinrich.

- Septiembre de 1987 - diciembre de 1989 : Coronel Pierre-Jacques Costedoat.

- Diciembre de 1989 - enero de 1995 : Christian Vie.

- Diciembre de 2002 - diciembre de 2004 : A. Aprile.

- 2004-2007 : Coronel Christophe Rastouil.